# Pinhal de São Bento
Pinhal de São Bento is een gemeente in de Braziliaanse deelstaat Paraná. De gemeente telt 2.600 inwoners (schatting 2009).

## Aangrenzende gemeenten
De gemeente grenst aan Ampére, Francisco Beltrão, Manfrinópolis, Salgado Filho en Santo Antônio do Sudoeste.